# Szerokie (Lublin)
Szerokie – dzielnica administracyjna Lublina położona w północno-zachodniej części miasta.

## Geografia
W dzielnicy dominuje zabudowa jednorodzinna oraz niewielkie budynki wielorodzinne i szeregowe. Siedzibę ma tam Lubelskie Hospicjum dla dzieci im. Małego Księcia. Dzielnica nie posiada publicznej placówki oświatowej. Pomimo bliskiej odległości do centrum Lublina Szerokie obsługuje niewiele linii komunikacji miejskiej.

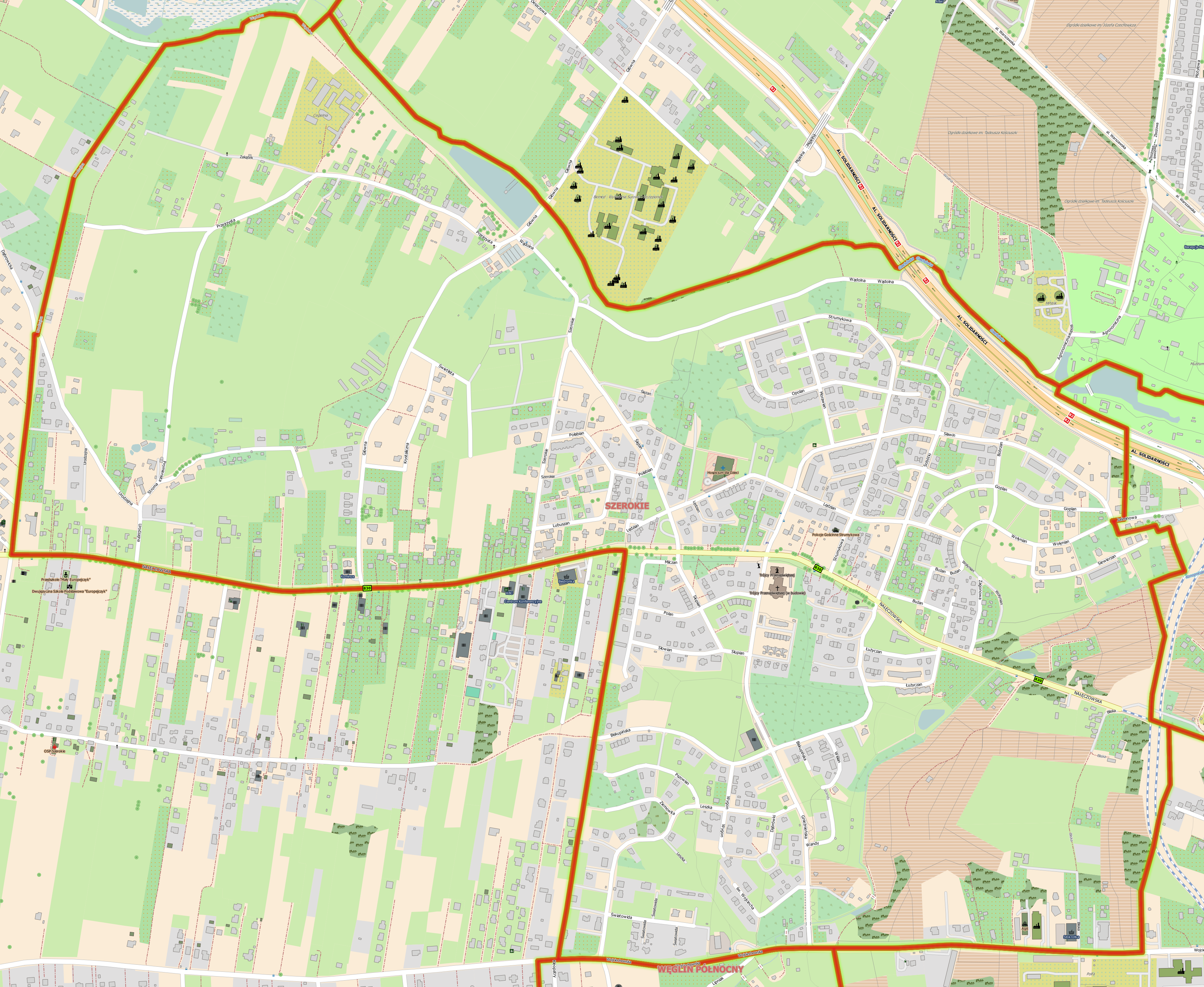
Plan dzielnicy

## Administracja
Granice administracyjne określa statut dzielnicy uchwalony 19 lutego 2009. Granice Szerokiego tworzą: od północy Czechówka, od wschodu Czechówka w kierunku ul. Nałęczowskiej – ul. Nałęczowska – wschodnia granica ogródków działkowych „Zimne Doły”, od południa ul. Wojciechowska, a od zachodu granica miasta.
Powierzchnia dzielnicy wynosi 3,17 km². Według stanu na 30 czerwca 2018 na pobyt stały na Szerokim było zarejestrowanych 3,5 tys. osób.